# Dolina Aosty
Dolina Aosty (wł. Valle d’Aosta, fr. Vallée d’Aoste, franko-prow. Vâl d’Outa, gwara Walser Augschtalann lub Ougstalland) – kraina historyczna i autonomiczny region administracyjny w północno-zachodnich Włoszech. Od zachodu graniczy z Francją, od północy ze Szwajcarią, a od wschodu i południa z innym włoskiem regionem – Piemontem. Najistotniejszą gałęzią gospodarki regionu jest turystyka.

## Geografia

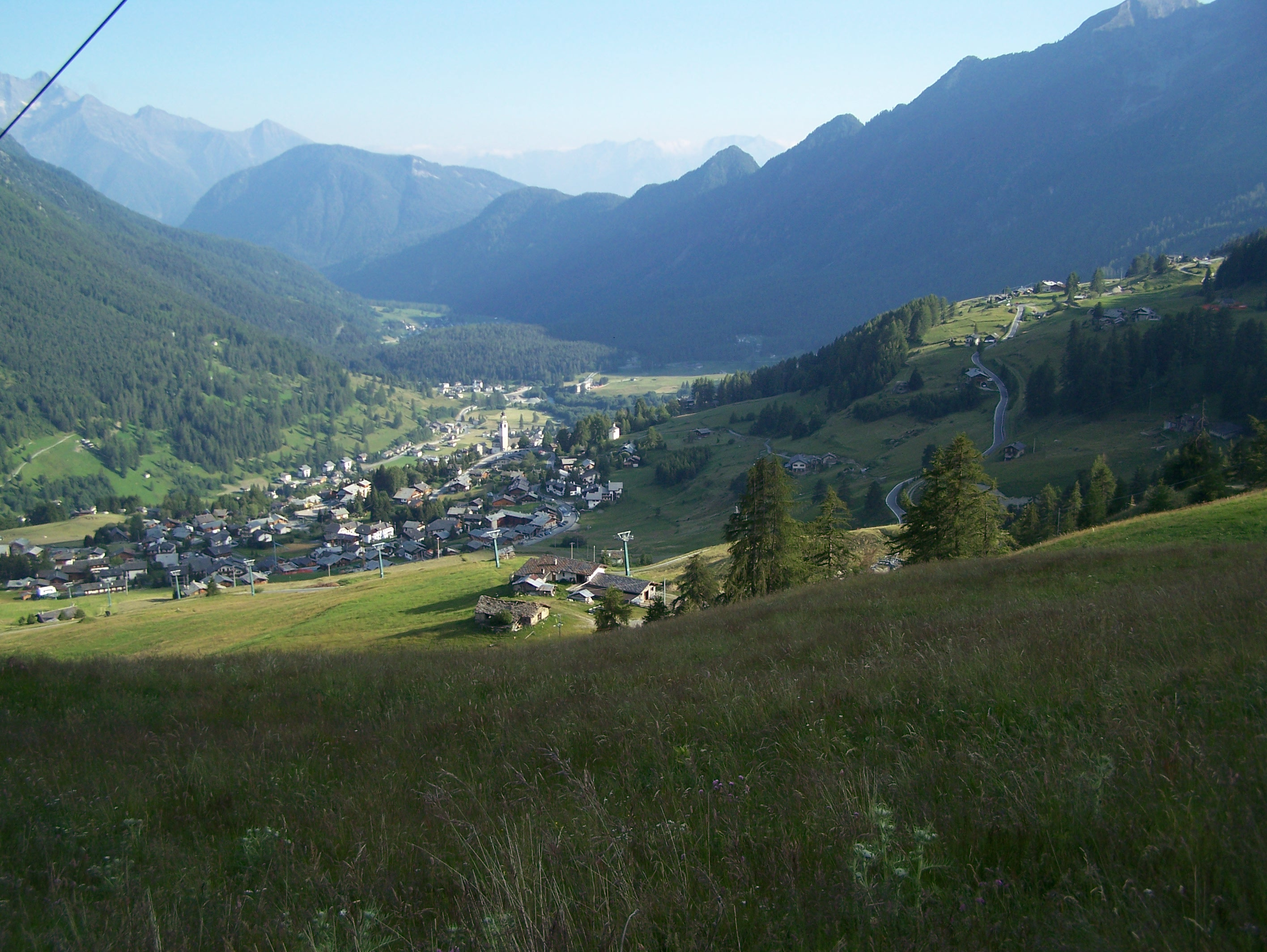
Panorama Ayasa (miasteczko Antagnod)

Region jest wysokogórskim obszarem, obejmującym najwyższe partie Alp włoskich, francuskich i szwajcarskich ze szczytami Mont Blanc, Matterhorn, Monte Rosa i Gran Paradiso (fr. Grand Paradis), spod których biegną mniej wybitne (nieprzekraczające 3000 m n.p.m.) grzbiety górskie poprzecinane czternastoma dolinami wartkich, lecz krótkich rzek, często wylewnych. Na północy region ograniczają Alpy Pennińskie, na południu Alpy Graickie, w środkowej części rozciąga się dolina rzeki Dora Baltea (fr. Doire baltée). Występuje tu znaczna rozpiętość wysokości – od 4810 m n.p.m. (szczyt Mont Blanc), po 300 m n.p.m. we wsi Pont-Saint-Martin, gdzie panuje klimat śródziemnomorski.
Geografię regionu charakteryzują liczne lodowce, z których jedne − jak Lys − wypełniają całe dolinki, zaś inne − na przykład Brenva − tworzą liczne seraki. Lodowce te są źródłem zarówno wody pitnej, jak i energii elektrycznej. Z niższych grzbietów górskich największą popularnością wśród turystów i miłośników narciarstwa cieszy się grzbiet leżący między dolinami Valgrisenche i Thuile, przy czym tę drugą pokrywa w całości jeden z największych lodowców alpejskich, Rutor, spływający spod szczytu Testa del Rutor (fr. Tête du Rutor).
Region Doliny Aosty zajmuje obszar 3260,9 km² o bardzo zróżnicowanej rzeźbie powierzchni. Główną doliną, ukształtowaną w czwartorzędzie przez lodowiec Baltheus, którego grubość sięgała 1000 metrów, przepływa rzeka Dora mająca źródła u stóp masywu Mont Blanc. Doliny są zalesione, a powyżej granicy lasów rozciągają się hale alpejskie. Najbardziej górzysty region Włoch, bowiem około 60% jego powierzchni leży na wysokości powyżej 2000 m n.p.m.

## Historia

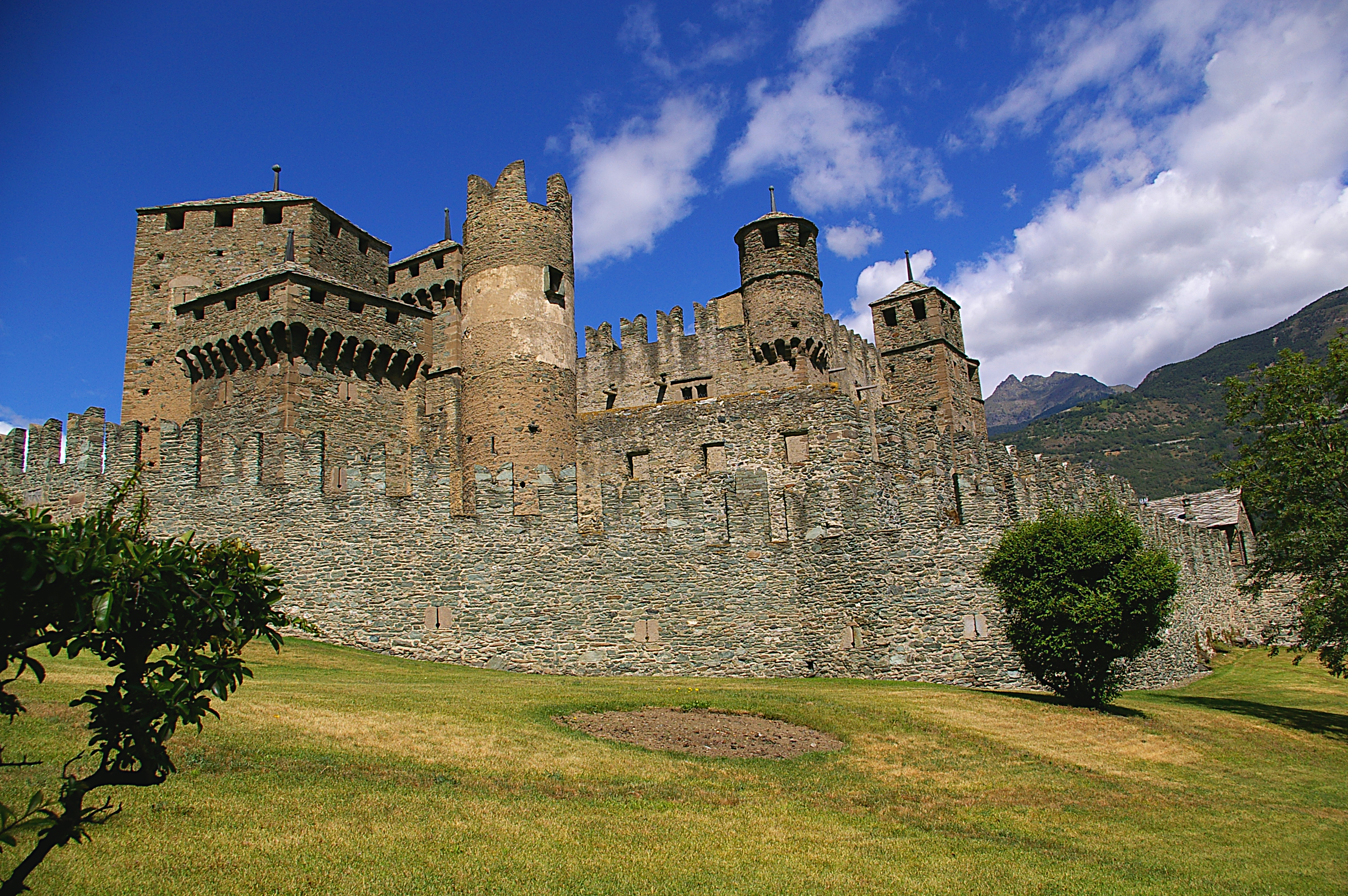
Fenis, jeden z zamków Doliny Aosty.

Ludzie zaczęli osiedlać się w dolinach, gdy tylko ustąpiły lodowce. Były to plemiona Celtów i Ligurów, po których pozostały ślady tarasowych winnic i poletek pod zasiew jęczmienia i prosa wzmacnianych kamiennymi murkami. Domostwa również budowali z kamienia, którego tu nie brakowało, chociaż w bocznych dolinkach zastępowano go drewnem z pobliskich lasów. W ten sposób ukształtowało się budownictwo regionu, na które do chwili obecnej składają się domostwa z przewagą kamienia lub drewna (te ostatnie noszą nazwę domów walserowskich, co sugeruje ich germańskie pochodzenie).
W 117 r. p.n.e., po pokonaniu Ligurów, w Dolinie Aosty zaczęło się panowanie Rzymian. Pozostałościami z tego okresu są łuk triumfalny Augusta, akwedukt i ruiny amfiteatru w mieście Aosta. Około 25 r. p.n.e. Rzymianie założyli fort Augusta Prætoria Salassorum (dzisiejszą Aostę), który miał strzec strategicznie ważnych przełęczy, a w dolinach zbudowali system dróg bitych i mostów. Dzisiejsza nazwa regionu − Valle d’Aosta − to właśnie rzymska „Vallis Augustus”. W czasach rzymskich wyżej położone doliny posiadały rodzaj autonomii, w czym pomocne było ich odcięcie od świata w okresie zimy. Podobnie było pod panowaniem Gotów, Longobardów i w V wieku za Burgundów. Niewiele zmieniło się za Franków, którzy pokonali i wchłonęli państwo Burgundów w roku 534. Po podziale cesarstwa Karola Wielkiego w 870 roku Dolina Aosty weszła w skład królestwa Lotaryngii. Na skutek następnego podziału dziesięć lat później stała się częścią królestwa Górnej Burgundii, a następnie królestwa Arelatu − wszystkie te zmiany miały niewielkie znaczenie dla społeczności praktycznie niezależnych lenników z Doliny Aosty.
W 1031 lub 1032 r. Humbert I Białoręki, założyciel dynastii sabaudzkiej, otrzymał z rąk cesarza Konrada II tytuł hrabiego Aosty i zbudował zamek w Bard (święty Anzelm z Canterbury urodził się w tym miejscu w 1033, bądź 1034 r.). W całym regionie zaczęły powstawać potężnie ufortyfikowane zamki, więc w 1191 r. Tomasz I Sabaudzki uznał za niezbędne wydanie Charte des franchises („Karty Swobód”) gwarantującej autonomię, których to praw broniono zawzięcie aż do 1770 r., kiedy zostały unieważnione wraz z przyłączeniem Aosty do Piemontu (po upadku Napoleona kilkakrotnie odwoływano się od tej decyzji).
W połowie XIII wieku cesarz Fryderyk II uczynił z hrabstwa Aosty księstwo (patrz Książęta Aosty), które przetrwało aż do zjednoczenia Włoch w 1870 r.
Za Mussoliniego, forsowano program italianizacji, czemu miało służyć przesiedlanie do regionu mówiącej po włosku ludności z południa, co miało wykorzenić separatyzm. Wielu mieszkańców Doliny wyemigrowało wówczas do Francji i Szwajcarii, gdzie do dziś obecne są ich kolonie.
Po II wojnie światowej regionowi przyznano specjalny status autonomiczny; tzw. Prowincja Aosta przestała istnieć w 1945 r.

## Gospodarka

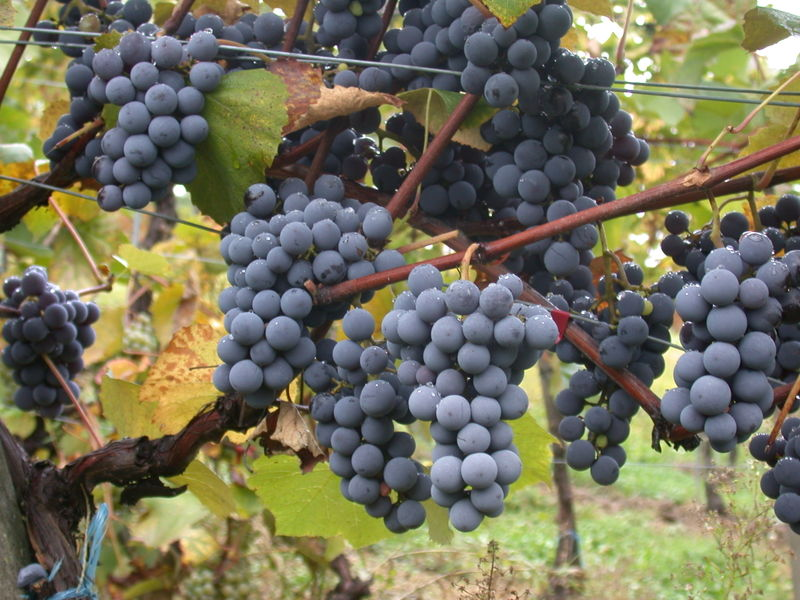
Kiść winna szczepu gamay.

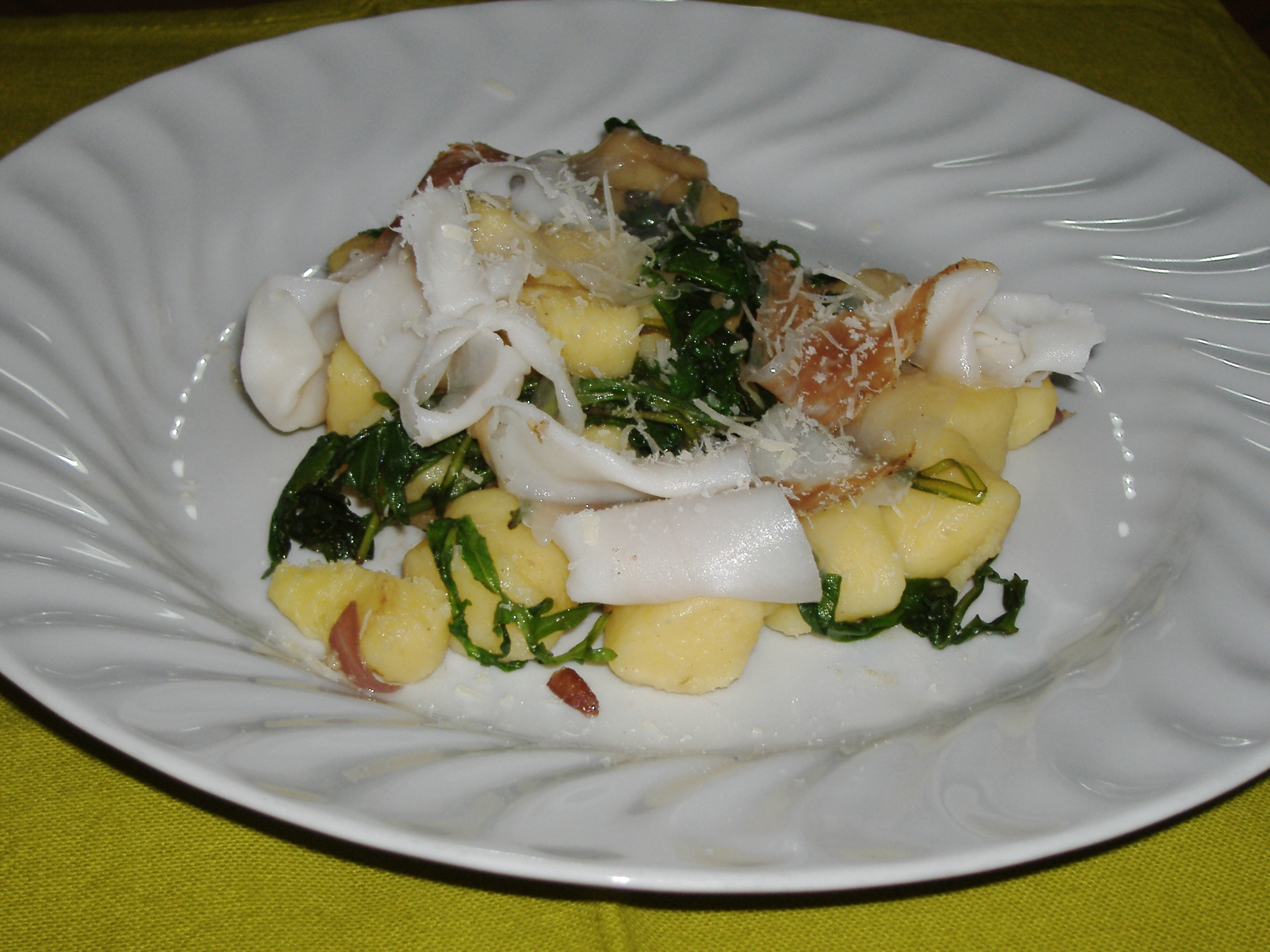
Lard d'Arnad z ziemniakami.

Do chwili zbudowania zapór i elektrowni wodnych gospodarka regionu była typową gospodarką rolno-hodowlaną. Obecnie występuje tu rozwinięty przemysł metalowy, chemiczny, maszynowy, włókienniczy, drzewny i spożywczy.
Uprawia się żyto, kukurydzę, ziemniaki i drzewa owocowe; mniejszą wagę przywiązuje się do uprawy warzyw. W górach hoduje się bydło i owce; stada wysokiej jakości krów mlecznych sięgają (2000) 40 000 sztuk.
Ogromne znaczenie ma uprawa winorośli, zwłaszcza szczepu gamay. Najbardziej znanymi gatunkami win są pochodzące z Morgex białe Blanc de Morgex et de La Salle i Chaudelune oraz czerwone z Arvier (Enfer d'Arvier).
Podstawowe znaczenie dla gospodarki regionu ma turystyka. W dolinach znajdują się liczne ośrodki turystyczne nastawione na sporty zimowe, z których najbardziej popularnymi są Courmayeur i Breuil-Cervinia, co ułatwia sprawna komunikacja. Droga przez wielką Przełęcz św. Bernarda wiedzie do Martigny i Valais w Szwajcarii, a inna, przez małą Przełęcz do Bourg-Saint-Maurice w Sabaudii. Dzisiaj Aostę łączy z Chamonix we Francji, tunelem pod Mont Blanc, droga europejska E25.
Kuchnia Doliny Aosty charakteryzuje się prostotą i opiera się na takich składnikach jak ziemniaki, polenta, sery, mięso i żytni chleb. W wielu daniach występuje Fontina, ser z mleka krowiego objęty statusem ochronnym PDO, produkowany wyłącznie w tym regionie. Inne sery pochodzące z Doliny to Toma i Seras. Gatunek sera Fromadzo wytwarzany jest od XV wieku i również posiada status PDO.
Regionalnymi specjalnościami, obok Fontiny, są Motzetta (suszone mięso kozic przyrządzane), Lard d'Arnad (solona i marynowana słonina ze skórą, ze statusem PDO), Jambon de Bosses (rodzaj szynki, również z PDO) i czarny razowy chleb.
Najpopularniejsze miejscowe dania to: Fonduta – fondue na bazie sera Fontina, Carbonnade – solona wołowina duszona z cebulą w czerwonym winie i podawana z polentą, zupa Riso e castagne z ryżu i kasztanów w mleku, obtaczane w bułce tartej kotlety z cielęciny zwane costolette, a także teuteuns – cięte w plastry solone i duszone wymiona krowie oraz steak à la valdôtaine – stek podawany z grzankami, szynką i roztopionym serem.

## Polityka
Dolina Aosty jest jednym z pięciu włoskich regionów o specjalnym statusie autonomicznym (uchwalony prawem konstytucyjnym z 1948 r.). Jako jedyny region Włoch nie jest podzielona na prowincje, a liczba gmin wynosi 74.
Prezydentem regionu jest Erik Lavévaz (Union Valdôtaine).
W regionie język francuski jest zrównany prawnie z językiem włoskim.